# Trèves (Rhône)
Trèves település Franciaországban, Rhône megyében. Lakosainak száma 723 fő (2022. január 1.). Trèves Saint-Romain-en-Gier, Tartaras, Échalas, Les Haies és Longes községekkel határos.

## Népesség
A település népessége az elmúlt években az alábbi módon változott:
| Lakosok száma | 712  | 725  | 740  | 737  | 740  | 745  | 746  | 735  | 723  |
|               | 2013 | 2015 | 2016 | 2017 | 2018 | 2019 | 2020 | 2021 | 2022 |